# Диденсхаузен (замок)
Диденсхаузен (нем. Diedenshausen) — утраченный средневековый замок на отроге в современном поселении Диденсхаузен (территория Бад-Берлебурга, район Зиген-Виттгенштайн, земля Северный Рейн-Вестфалия, Германия).

## Географическое положение
Замок находился на высоте 490 м над уровнем моря. Ныне — высокий скальный отрог над старым центром поселения Диденсхаузен, в районе сегодняшней часовни, изначально бывшей частью замкового комплекса.

## История
Замок был построен около 1150 года. Впервые он упоминается в документе 1194 года. Рыцарь Годеберт фон Диденсхаузен упоминается в одном из документов епархии Майнца. В 1274 году потомок Годеберта — Герлах фон Диденсхаузен — вступил в Тевтонский орден. С вымиранием рыцарского рода около 1400 года деревня и замковый комплекс опустели. Когда деревня была переселена около 1500 года, разрушенный замок уже не имел никакого значения и не восстанавливался.
Остатки стен старого замка были обнаружены во время ремонтных работ в часовне и на прилегающем кладбище.